# Hanslope Park
Hanslope Park liegt knapp zwei Kilometer südöstlich der Ortschaft Hanslope im englischen Borough of Milton Keynes und weniger als 15 km nördlich von Bletchley Park (B.P.), der ehemals zentralen militärischen Dienststelle, die sich im Zweiten Weltkrieg erfolgreich mit der Entzifferung des deutschen Nachrichtenverkehrs befasste. Es beherbergt Her Majesty’s Government Communications Centre (HMGCC), die britische Regierungskommunikationszentrale.

## Geschichte
Das Hanslope House (deutsch „Hanslope-Haus“) wurde im Jahr 1692 ursprünglich als Herrenhaus von Basil Brent errichtet und später zum Hanslope Park erweitert. Im Jahr 1941, mitten im Zweiten Weltkrieg, wurde das Anwesen requiriert und dem britischen Verteidigungsministerium unterstellt. Ab Mai 1942 war er als Funkabhörstation (englisch Y station) voll einsatzfähig und diente der kriegswichtigen Aufgabe, den feindlichen, insbesondere den deutschen Funkverkehr zu erfassen und aufzuzeichnen. Er war der hauptsächliche Horchposten des britischen Radio Security Service (RSS, auch bekannt als MI8, deutsch „Funksicherheitsdienst“).
Nach dem Krieg im September 1945 sollte Hanslope Park, wie viele andere nun überflüssig gewordene Regierungseinrichtungen, geschlossen werden. Stattdessen zog jedoch die auf den diplomatischen Funkverkehr spezialisierte Einrichtung des britischen Außenministeriums von Whaddon Hall in den Hanslope Park, der so weiter bestand. Seine technischen Einrichtungen wurden von nun an kontinuierlich modernisiert und 1985 wurde ein neues Zentralgebäude errichtet und mit moderner Funk- und Computer-Ausrüstung versehen.

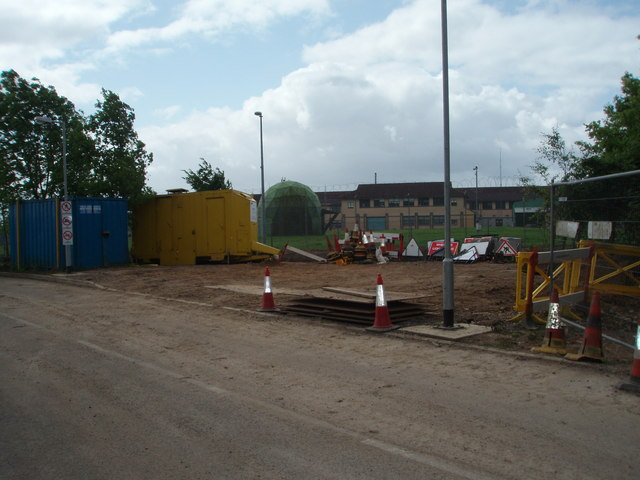
Bauarbeiten im Hanslope Park im Mai 2007

Im Jahr 1991 wurde das „Edward-Watts-Gebäude“ eröffnet. Es diente seitdem als Archiv in Ergänzung zum ehemaligen Nationalarchiv des Vereinigten Königreichs, dem Public Record Office (PRO) in London und verfügt über einen Schatz von etwa 1,2 Millionen historischer Dokumente.
In den 1990er-Jahren verlor die bisherige Art der Funkkommunikation aufgrund moderner Satellitenfunktechnik immer mehr an Bedeutung. Konsequenterweise stellte 1993 Hanslope Park seine Tätigkeit als Funkkommunikationszentrum ein, wurde zum Verwaltungs- und Rechenzentrum und diente fortan zur technischen Unterstützung anderer Dienststellen. Das ursprüngliche Park House wurde zwischen 1994 und 1995 renoviert.